# Dimitri Djordjadze
Prince Dimitri Djordjadze (ou Dimitri Jorjadze, en géorgien : დემეტრე ჯორჯაძე), né le 28 octobre 1898 et décédé le 26 octobre 1985 à 87 ans, était un prince géorgien dont la famille, membre de dynastie régnante, était originaire de Tbilissi, occasionnellement un pilote automobile de courses sur voitures de sport au début des années 1930.

## Biographie
Son père Alexander était conseiller d'État en titre, médiateur pour la Géorgie et la Kakhétie.
Dimitri participa à des batailles importantes lors de la Révolution d'Octobre en Géorgie, puis il émigra via l'Italie en France.
Le coureur Ferruccio Zaniratti lui appris à conduire une voiture, sa première personnelle étant une Lancia
Exilé en Amérique après le renversement de la Russie tsariste, il devint directeur de l'Ambassador Hotel à New York (ou Sheraton East Hotel), tout en s'associant au prince Serge Obolensky (vice-président du groupe Hilton en 1958) pour gérer ses affaires d'hébergement de luxe. Marié à deux reprises, en 1937 avec l'Américaine Audrey Emery (en) ancienne épouse du grand-duc Dimitri Pavlovitch de Russie, puis en 1954 avec l'Anglaise Sylvia Ashley (en), mannequin et actrice anciennement mariée au Major Lord Anthony Ashley-Cooper (en), à Edward Stanley, 6e baron Stanley d'Alderley, à Clark Gable, et veuve de Douglas Fairbanks, il acheta en juin 1940 la plantation historique de Boone Hall, proche de Charleston. Amateur de courses hippiques, il courut lui-même sous le nom de Boone Hall, et son principal pur-sang fut Princequillo, qui remporta quelques grandes courses avant de devenir, une fois vendu, l'un des étalons les plus influents de son temps, père de mères des légendaires Mill Reef et Secretariat. 
Le prince est enterré au Hollywood Forever Cemetery, sans jamais avoir pu rentrer en Géorgie. Ses neveu et nièce Ivlita et Nino A. habitent encore à Tbilissi.

## Palmarès
- 24 Heures de Spa en 1931 (associé à Goffredo Zehender sur Mercedes-Benz SSK, pour couvrir 2 543,75 kilomètres à 106 km/h de moyenne; abandon la saison suivante avec Henri Stoffel).

(Nota bene : participation aux 24 Heures du Mans 1932 comme patron d'écurie cette fois, en engageant une Alfa Romeo 8C 2300 LM pour les Italiens Attilio Marinoni – précédemment triple vainqueur à Spa de 1928 à 1930 – et Angelo Guatta (en))